# Drew Gulak
Drew Gulak (ur. 28 kwietnia 1987 w Hrabstwie Montgomery) – amerykański profesjonalny wrestler, najbardziej znany jest ze swojej pracy w WWE, gdzie był jednorazowym mistrzem WWE Cruiserweight i ośmiokrotnym mistrzem WWE 24/7.
Gulak pracował w przeszłości w takich federacjach jak Chikara, Dragon Gate USA, Pro Wrestling Guerrilla, Westside Xtreme Wrestling i Combat Zone Wrestling (CZW), w którym zdobył CZW World Heavyweight Championship, dwa razy CZW World Tag Team Championship i jeden raz CZW Wired TV Championship. Ponadto jest zwycięzcą Chris Cash Memorial Battle Royal 2005.

## Kariera profesjonalnego wrestlera

### Combat Zone Wrestling (2005–2016)
Po rozpoczęciu treningów w 2004 w CZW Wrestling Academy i Chikara Wrestle Factory, Drew Gulak zadebiutował w Maven Bentley Saaciation, które współpracowało z CZW; po raz pierwszy wystąpił podczas gali w Filadelfii z 16 kwietnia 2005. Sześć miesięcy później zadebiutował w Combat Zone Wrestling podczas gali Down With The Sickness 4-Ever i wygrał 20-osobowy battle royal na cześć zmarłego Chrisa Casha. Gulak został połączony w drużynę z Andym Sumnerem, gdzie do 2009 dwukrotnie zdobyli CZW World Tag Team Championship. Na początku 2010 Gulak zdobył CZW Wired TV Championship pokonując Tylera Veritasa podczas nagrań gali Swinging for the Fences. Był w posiadaniu tytułu przez 429 dni i pokonywał między innymi Nicka Gage'a, Zacka Sabre’a Juniora i Richa Swanna, lecz w czerwcu 2011 stracił tytuł na rzecz AR Foxa. Podczas swojego panowania Gulak zaczął charakteryzować się jako aktywista i polityk, gdzie jego postać docelowo narzekała na brutalność przedstawianą przez federację CZW, głównie kierując zarzuty do ulubieńca publiczności Nicka Gage'a.

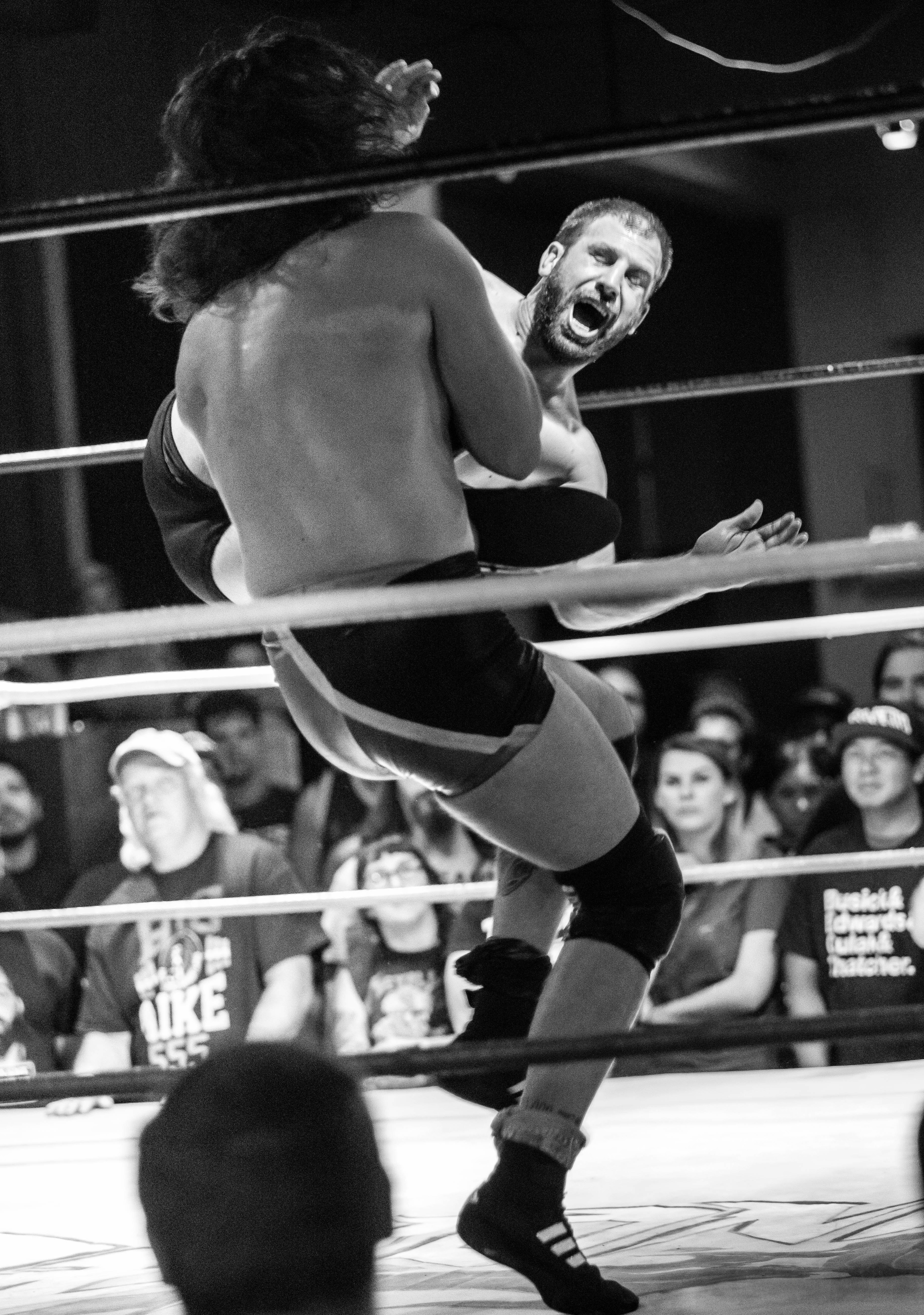
Drew Gulak walczący z Dave’em Cole’em

Po utracie Wired TV Championship na rzecz AR Foxa, Gulak był wyśmiewany przez Danny’ego Havoca, który był w posiadaniu Ultraviolent Underground Championship. W celu zwiększenia rosteru federacji zaprezentowano scenariusz, w którym Gulak rzekomo podróżował do Europy w celu znalezienia nowych wrestlerów mających mieć szansę w CZW. Podczas gali Proving Grounds z maja 2012, Gulak przegrał z Havocem w No Robe, Barbed Wire matchu. Miesiąc później rozpoczął kolejną kampanię polityczną wraz z Kimber Lee o nazwie Campaign For A Better Combat Zone na rzecz polepszenia praw żeńskich zawodniczek w profesjonalnym wrestlingu. 10 sierpnia 2013 podczas gali Tangled Web 6 pokonał Masadę i zdobył CZW World Heavyweight Championship pierwszy raz w karierze. Tytuł utracił na rzecz Biffa Busicka.

### Federacje niezależne (2004–2016)
Oprócz występów dla CZW, Gulak występował w wielu federacjach niezależnych na całym świecie, między innymi dla Beyond Wrestling, Dragon Gate USA, Evolve i Inter Species Wrestling. W 2013 wygrał turniej Style Battle federacji Evolve i wziął udział w kolejnym organizowanym podczas gal Evolve 31, Evolve 32 i Evolve 33, lecz nie ponowił sukcesu. 1 marca 2015 pokonał Tommaso Ciampę na gali federacji Beyond Wrestling. Pojawił się również na gali Wrestling Is Respect w New Jersey, lecz przegrał z Green Antem.
W sierpniu 2014 zadebiutował w Pro Wrestling Guerrilla biorąc udział w corocznym turnieju Battle of Los Angeles. Powrócił do federacji w lutym 2015 i przegrał z Chrisem Hero.
We wrześniu 2014 powrócił do federacji Chikara i wziął udział w turnieju King of Trios, gdzie wraz z Chuckiem Taylorem, Orange Cassidym i The Swamp Monsterem przegrali z The Submission Squad (Evanem Gelistico, Garym Jayem, Pierre’em Abernathym i Daveyem Vegą). Dwa lata później wziął udział ponownie w tym samym turnieju wraz z #CWC (z Cedrikiem Alexandrem i Johnnym Gargano). Zostali wyeliminowani w pierwszej rundzie przez The Warriors Three (Olega the Usurpera, Princess KimberLee i ThunderFroga).

### WWE

#### Dywizja cruiserweight (2016–2019)
7 maja 2016 podczas gali Evolve 61 Gulak pokonał Tracy’ego Williamsa i zakwalifikował się do turnieju Cruiserweight Classic organizowanego przez WWE. 23 czerwca pokonał w pierwszej rundzie Harva Sihrę. 14 lipca został wyeliminowany przegrywając z Zackiem Sabrem Juniorem. Gulak wystąpił podczas odcinka tygodniówki NXT z 14 września i przegrał z Hideo Itamim.
26 września podczas odcinka Raw zadebiutował w brandzie Raw w dywizji cruiserweight jako heel, gdzie wraz z Lincem Dorado przegrał z Cedrikiem Alexandrem i Richem Swannem. Podczas pre-show gali Hell in a Cell on, Tony Nese i Ariya Daivari przegrali z Alexandrem, Dorado i Sin Carą. Miesiąc później podczas pre-show gali Survivor Series Gulak, Tony Nese i Ariya Daivari przegrali z TJ Perkinsem, Richem Swannem i Noamem Darem. W grudniu oficjalnie podpisał kontrakt z WWE. 2 stycznia 2017 podczas odcinka Raw po raz pierwszy wygrał walkę z Cedrikiem Alexandrem.
28 marca podczas odcinka tygodniówki 205 Live skonfrontował się z Mustafą Ali, którego chciał przekonać, aby zaprzestał używania ruchów w wysokości, rozpoczynając kampanię o „lepsze 205 Live”; było to nawiązanie do podobnej kampanii dotyczącej przemocy w Combat Zone Wrestling. 2 maja pokonał Alego w walce, po czym zaczął wychodzić do ringu z tabliczką „no-fly zone” (pol. strefa uziemiona), zaś sam zaprzestał wykonywać szybkich i widowiskowych ruchów. Rywalizacja z Alim zakończyła się 18 lipca, kiedy to przegrał z nim w two-out-of-three falls matchu. Latem tego roku zaczął występować w segmentach ringowych, gdzie próbował przedstawiać fanom swoje prezentacje w PowerPoincie na temat „lepszego 205 Live”. Tym samym rozpoczął rywalizację z Akirą Tozawą, którego zaatakował przed walką 10 października 2017 podczas tygodniówki 205 Live. Dwa tygodnie później Towaza zrewanżował się Gulakowi pokonując go w singlowej walce. W listopadzie 2017 sprzymierzył się z posiadaczem WWE Cruiserweight Championship Enzo Amore i jego załogą „Zo Train”. 21 listopada przegrał ponownie z Tozawą w walce typu Street Fight. 4 grudnia 2017 podczas odcinka tygodniówki Raw wygrał fatal 4-way match o miano przeciwnika Richa Swanna na przyszłotygodniowy epizod Raw.

## Styl walki
- Finishery
  - Gu-Lock / University Stretch (Dragon sleeper i bodyscissors)[1][20]
  - Trailblazer (Inverted sharpshooter i ankle lock) – twórca ruchu[1][4][20]
  - Spine Splitter (Belly-to-back backbreaker)[1]
  - Bridging high-angle belly-to-back suplex]
- Inne ruchy
  - Ankle lock[1]
  - Bataclan (Turnbuckle suplex)[1]
  - Diving clothesline[1]
  - Gulak Attack (Corner clothesline i running clothesline w tył głowy przeciwnika)[1]
  - O’Connor Roll[1]
  - [Running corner slingshot splash[1]
  - Scoop slam w liny ringu[1]
  - Single leg Boston crab, czasem z dodaniem heel kicków[1]
  - Southern Lights Suplex (Inverted Northern Lights suplex)[1]
  - Tree of woe, czasem z dodaniem running corner dropkicku[1]
- Przydomki
  - „University City Stretcher”[1]
  - „Legal Eagle”[1]
  - „Regal Beagle”
  - „Game Changer”
  - „Trail Blazer”
  - „Wild Card”
  - „The Human Torture Device”
  - „The Master of the PowerPoint Presentation”
  - „Gabba Gulak”[21]
- Menedżerowie
  - Rodney Rush[1]
  - Dewey Donovan[1]
  - Kimber Lee[1]
- Motywy muzyczne
  - „Bro Hymn” ~ Pennywise[1]
  - „Stranglehold” ~ Ted Nugent[1]
  - „Beast” ~ Nico Vega[1]
  - „Rainbow in the Dark” ~ Ronnie James Dio[1]
  - „Tell It to My Heart” ~ Taylor Dayne
  - „Classic” ~ Kenny Wootton i Harley Wootton[22]
  - „Totally Drew” ~ CFO$[23] (WWE; 26 września 2016 – 19 września 2017)
  - „For The Better” ~ CFO$ (WWE; od 19 września 2017)

## Mistrzostwa i osiągnięcia
- Beyond Wrestling
  - Tournament For Tomorrow 3:16 (2014) – z Biffem Busickem[24]
- Championship Wrestling from Hollywood
  - CWFH Heritage Tag Team Championship (1 raz) – z Timothym Thatcherem[25]
- Combat Zone Wrestling
  - CZW World Heavyweight Championship (1 raz)[11][13]
  - CZW World Tag Team Championship (2 razy) – z Andym Sumnerem[11]
  - CZW Wired TV Championship (1 raz)[11]
  - Chris Cash Memorial Battle Royal (2005)
  - Piąty zwycięzca CZW Triple Crown Championship
- DDT Pro-Wrestling
  - Ironman Heavymetalweight Championship (1 raz)[26]
- Evolve
  - Evolve Tag Team Championship (1 raz) – z Tracym Williamsem[27]
  - Style Battle Tournament (2013)[28]
- New York Wrestling Connection
  - Master of the Mat (2014)[29]
- United Wrestling Network
  - UWN Tag Team Championship (1 raz) – z Timothym Thatcherem[30]